# Hotel Majestic (Barcelona)
L'Hotel Majestic és un edifici situat a la cantonada del passeig de Gràcia i el carrer de València de Barcelona, amb elements tan característics com la mansarda de l'últim pis, que evoca l'arquitectura centreeuropea i el Beaux Arts parisenc.

## Història
El 1897, italià Ercole Cacciami va inaugurar l'Hotel Inglaterra a la plaça de Catalunya, on avui hi ha la Telefònica. El 1917, va fer enderrocar l'edifici dels núms. 70 i 72 per a construir-hi un nou hotel, inaugurat l'abril del 1918 amb el nom Majestic Hotel Inglaterra. El 1921 se'n va fer càrrec de la gestió un altre italià, Gaudenzio Martinetti.
El 1929, Martí Casals Galceran, propietari de l'edifici veí del núm. 68 al xamfrà amb el carrer de València, va adquirir-ne la propietat, i el 1940 passà a denominar-se simplement Majestic. A la seva mort el 1963, passà a mans de la seva filla Maria Esperança Casals Carbó, casada amb Oleguer Soldevila i Godó. La família Soldevila-Casals n'és la propietària actual.
Antonio Machado i els seus familiars s'hi van estar un parell de setmanes abans d'exiliar-se a Cotlliure. Altres celebritats que s'hi han allotjat foren: León Felipe, Federico García Lorca durant quatre mesos, Pablo Picasso, Joan Miró, Charles Trenet i Ernest Hemingway, entre d'altres. Un dels hostes més il·lustres va ser la reina María Cristina d'Habsburg-Lorena.
El 1996 s'hi va signar el Pacte del Majestic entre Convergència i Unió i el Partit Popular, segons el qual el partit de Jordi Pujol donava suport a la investidura de José María Aznar com a president del govern espanyol.